# Musée Kiebe-Kiebe
Le musée Kiebe-Kiebe est un musée érigé dans la forêt de N'gol Odoua, non loin d'Édou, le village natal du président de la république du Congo, Denis Sassou-Nguesso et d'Oyo. Le musée ambitionne de promouvoir les rituels de la danse initiatique ancestrale du Kiebe-Kiebe, pratiquée dans les départements des Plateaux, de la Cuvette et de la Cuvette-Ouest, en vue de faire découvrir ce rite et cette danse, endémique au Congo et peu connus du grand public.
Il contient plus de 150 pièces.

## Kiebe-Kiebe
Le Kiebe-Kiebe est une danse-spectacle initiatique des peuples Mbochi et Kouyou. C'est un art chorégraphique et musical, un enseignement moral qui fait partie du patrimoine de l’identité culturelle bantoue,.
Il constitue une exclusivité culturelle et sociale de la République du Congo. Elle est d’essence binaire :
- le sacré (kînda), lieu d’initiation interdit aux profanes et
- le mbàlé, esplanade profane de la danse-spectacle.